# Municipio de Carnikava
El municipio de Carnikavas (en Letón: Carnikavas novads) es uno de los ciento diez municipios de Letonia, se encuentra localizado en el suroeste de dicho país báltico. Fue creado durante el año 2006 después de una reorganización territorial. La capital es la villa de Carnikava.

## Población y territorio
Su población se encuentra compuesta por un total de 6.261 personas (2009). La superficie de este municipio abarca una extensión de territorio de unos 80,2 kilómetros cuadrados. La densidad poblacional es de 78,07 habitantes por cada kilómetro cuadrado.